# Alapta
Alapta (in greco antico: Ἀλαπτα?) era una città dell'antica Grecia ubicata nella penisola Calcidica.

## Storia
Viene menzionata nel Periplo di Scilace come una delle città che furono abitate dai Greci, situata oltre la penisola di Pallene. Viene citata tra le città di Acanto e Aretusa.
Altra fonte che menziona Alapta è Galeno, ma non si conosce l'esatta ubicazione.